# Hoya de Jijona
La Hoya o Canal de Jijona (Foia de Xixona, en valenciano) es una comarca histórica de la provincia de Alicante que actualmente se encuentra integrada en la DTH del Campo de Alicante o Alacantí. Esta comarca se corresponde con el antiguo término de la villa de Jijona (la capital de la comarca) que englobaba Jijona, La Sarga (antiguo municipio, que actualmente es pedanía de Jijona) y Torremanzanas. La Hoya de Jijona se diferencia claramente del resto de la comarca del Campo de Alicante, ya que la mayoría de la comarca tiene un clima árido y seco, y la Hoya de Jijona tiene un clima montañoso y frío.
- Datos: Q5475338